# Kirk Wong
Kirk Wong, auch Che-Kirk Wong (chinesisch 黃志強 / 黄志强, Pinyin Huáng Zhìqiáng, Jyutping Wong4 Zi3koeng4, kantonesisch Wong Chi-keung; * 1949 in Hongkong) ist ein chinesischer Filmregisseur und Schauspieler aus Hongkong.

## Karriere
Wong war neben Tsui Hark und Ann Hui einer der Regisseure, die eine neue Welle an Filmen nach Hongkong brachte. Der Stil in den Filmen wirkt eher aggressiv und chaotisch, was zu einem Markenzeichen von Wong wurde. Im Juni 2012 wurde bekannt, dass Wong sein Comeback als Regisseur plant. 2014 fungierte Wong wieder in einem Film namens Kung Fu Jungle, zwar nicht als Regisseur, sondern als Kommunikationsdirektor.

## Filmografie (Auswahl)
- 1981: The Club
- 1983: Health Warning
- 1985: Lifeline Express
- 1986: True Colours
- 1988: Dragnet
- 1990: Forsaken Cop
- 1991: Story of a Gun
- 1992: Mai qi Mankedun
- 1993: Hard to Die
- 1993: Love to Kill
- 1994: Organized Crime & Tria Bureau
- 1994: Rock 'n'Roll Cop
- 1998: Luminous Visions
- 1998: The Big Hit
- 2000: Im Schatten des Meisters (als Alan Smithee)
- 2014: Kung Fu Jungle (als Kommunikationsdirektor)

Quelle: HKMDB

## Auszeichnungen
- Hong Kong Film Awards 1984: Nominiert als Bester Kameramann für Health Warning
- Hong Kong Film Awards 1984: Nominiert als Bester Regisseur für Health Warning
- Cognac Festival du Film Policier 1990: Gewinner in der Kategorie Special Menton für Forsaken Cop
- Hong Kong Film Awards 1994: Nominiert als Bester Regisseur, für Hard to Die

Quelle: IMDb